# 骠骑兵级驱逐舰
骠骑兵级驱逐舰（德語：Huszár-Klasse）是第一次世界大战前为奥匈帝国海军建造的一批驱逐舰。本舰级由英国造船商亚罗造船公司设计，该厂建造了本级首舰 “骠骑兵”号。在1905年至1909年期间，奥地利和匈牙利造船厂又陆续建造了11艘同级舰。其中5艘在第里雅斯特技术工厂建造，分别是“枪骑兵”号、“战士”号、“猎鹰”号、“狙击手”号以及“乌斯克”号。另外6搜则被安排在布达佩斯的甘兹·多瑙比乌斯造船厂建造，分别是“图鲁尔”号、“游骑兵”号、“骑马者”号、“雷卡”号、“维莱比特”号以及“第纳尔”号。1908年，首舰在一次事故中沉没，为此又建造了一艘同名替代舰。而有另一艘改型原本为中国清政府订购，后被更名为“华兰士单亚”号由奥匈帝国海军接收。
1914年第一次世界大战爆发时，尽管与世界上其他国家的海军战力相比略显过时，本级舰只仍是奥匈帝国海军的主力。战争期间，本级有两艘战损，战争结束后有一艘军舰在希腊海军继续服役，其余的舰只则被移交给战胜国并最终报废。

## 设计
1904年，急于升级海军装备的奥匈帝国向擅长鱼雷艇设计的英国亚罗公司（Yarrow's London shipyard）订购了一款400吨级驱逐舰和一款200吨级远洋鱼雷艇。这两款舰艇的母型都由亚罗公司建造，后续舰只的建造则移到奥匈帝国本土分别位于的里雅斯特港的第里雅斯特技术工厂（STT）以及阜姆的甘兹·多瑙比乌斯造船厂进行。

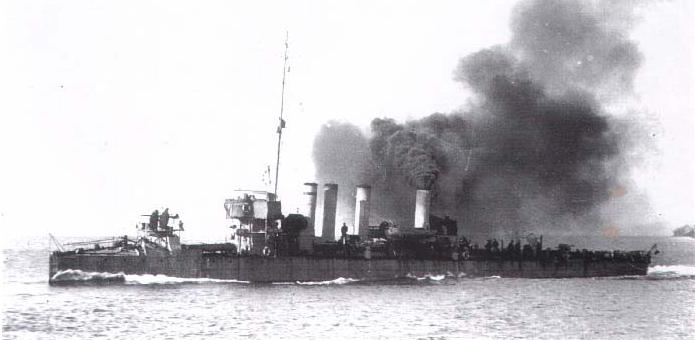
“华兰士单亚”号

亚罗厂建造的驱逐舰方案基于为日本建造的雷型驱逐舰，有着与30节型驱逐舰相似的龟背形舰首设计。舰体总长68.4（224英尺5英寸），垂标间距为67.1（220英尺2英寸），舷宽6.25（20英尺6英寸），吃水深1.8（5英尺11英寸），常规排水量400公噸（390長噸），满载排水量420公噸（410長噸）。
本级各舰都采用两台四缸三胀蒸汽机驱动两具螺旋桨，由四台额定功率为6,000匹指示馬力（4,500千瓦特）的亚罗型锅炉提供蒸汽以达到28節（52每小時；32英里每小時）的最高速度。舰体上方安装4根烟囱，与雷型不同的是前两根烟囱被向后移动为舰桥留出空间直接装设在龟背形艏楼后方更远的位置，在公海航行时更不易被海浪影响到。
建成时的武器装备包括两门66毫米(2.6英寸) L/45斯柯达炮和七门47毫米(1.9英寸) L/44炮，两具450（18英寸）鱼雷发射管，一具在龟背艏楼与舰桥之间的甲板上，另一具在舰尾。1912年，舰上的47毫米炮被替换为66毫米L/40炮。

## 历史
1904年9月，首舰“骠骑兵”号在亚罗造船厂开建，1905年3月31日下水并最终于1905年9月19日竣工。该舰时速可达28.16節（52.15每小時；32.41英里每小時）。另有数艘同级舰在奥匈帝国国内造船厂建造。其中STT很快就开始了建造工程，其建造的第一艘舰“枪骑兵”号于1905年9月开建。但阜姆的甘兹·多瑙比乌斯船厂由于需要先建造造船滑道而推迟了作业，该公司的第一艘舰直到1907年7月才开建。1906年9月至1909年12月，奥匈帝国海军陆续接收建成的舰只。
1908年12月3日，“骠骑兵”号在亚得里亚海岸的科托尔湾附近搁浅，并最终于12月12日沉没。之后，使用从沉船上打捞出来的武器和其他设备，同名的替代舰在波拉的海军船坞内建成。1912年至1913年，本级诸舰的武器被重新装备，用5门66毫米L/30炮取代了原先的47毫米炮。
1909年，中国清朝政府向STT厂订购了一艘基于骠骑兵级的驱逐舰，命名为“龙湍”号，1913年又追加订购了12艘。其武器装备包括由阿姆斯特朗惠特沃斯提供的两门12磅（76毫米）炮和四门3磅（47毫米）炮，以及两具鱼雷发射管。第一次世界大战爆发时，“龙湍”号已经接近完工，但由于中华民国政府无力支付余款而被奥匈帝国海军接收，之后被拖到普拉继续建造并更名为“华兰士单亚”号。其舰载武装也被改为两门66毫米 L/45炮，四门66毫米 L/30炮以及四具450毫米鱼雷发射管。
“战士”号和“猎鹰”号两舰在战争中沉没。奥匈帝国海军在第一次世界大战结束后解散，其船只被协约国瓜分。1920年，意大利接管了其中的八艘舰只，法国接管了两艘，并将其报废。“枪骑兵”号被划给希腊，并更名为“士麦尔尼”号一直服役到1928年。

## 舰只
| 舰名                      | 建造者              | 开建           | 下水           | 完工           | 结局                                                             |
| ------------------------- | ------------------- | -------------- | -------------- | -------------- | ---------------------------------------------------------------- |
| “骠骑兵”号      | 伦敦亚罗造船厂      | 1904年9月      | 1905年3月31日  | 1905年9月19日  | 1908年12月3日搁浅，1908年12月12日沉没。                          |
| “枪骑兵”号      | 的里雅斯特港STT     | 1905年9月27日  | 1906年4月8日   | 1906年9月21日  | 1920年移交给希腊，1928年弃用。                                   |
| “战士”号        | 的里雅斯特港STT     | 1905年10月30日 | 1906年6月16日  | 1906年12月31日 | 1918年4月16日，在洛夫兰附近与“佩特卡”号（Petka）相撞后沉没。     |
| “猎鹰”号        | 的里雅斯特港STT     | 1905年12月7日  | 1906年8月29日  | 1907年6月15日  | 1917年6月4日在佩内达岛开采。                                     |
| “狙击手”号      | 的里雅斯特港STT     | 1906年4月12日  | 1906年12月5日  | 1907年9月15日  | 1920年被划给意大利。                                             |
| “乌斯克”号      | 的里雅斯特港STT     | 1906年9月1日   | 1907年7月20日  | 1907年12月31日 | 1920年被划给意大利。                                             |
| “骠骑兵”号      | 波拉的海军造船厂    | 1909年11月29日 | 1910年12月20日 | 1911年2月8日   | 1920年被划给意大利。                                             |
| “图鲁尔”号      | 阜姆甘兹·多瑙比乌斯 | 1907年7月27日  | 1908年8月9日   | 1908年12月31日 | 1920年被划给意大利。                                             |
| “游骑兵”号      | 阜姆甘兹·多瑙比乌斯 | 1907年8月2日   | 1908年10月25日 | 1909年1月31日  | 1920年被划给法国。                                               |
| “骑马者”号      | 阜姆甘兹·多瑙比乌斯 | 1908年2月21日  | 1909年1月24日  | 1909年11月16日 | 1920年被划给意大利。                                             |
| “雷卡”号        | 阜姆甘兹·多瑙比乌斯 | 1908年8月13日  | 1909年4月28日  | 1909年12月31日 | 1920年去了法国。                                                 |
| “第纳尔”号      | 阜姆甘兹·多瑙比乌斯 | 1909年1月28日  | 1909年10月16日 | 1909年12月31日 | 1920年被划给意大利。                                             |
| “维莱比特”号    | 阜姆甘兹·多瑙比乌斯 | 1908年11月5日  | 1909年7月24日  | 1909年12月31日 | 1920年被划给意大利。                                             |
| “华兰士单亚”号 （德語：SMS Warasdiner） | 的里雅斯特港STT     | 1912年         | 1913年         | 1914年9月10日  | 1914年8月1日被奥匈帝国夺取，1920年在意大利波拉图完工，后被报废。 |

## 脚注

### 引文
1. 1 2  陈悦 2015，第223頁.
2. 1 2 3 4 5 6 7 8 9 10 11 12  阿廖沙 2022b，第88頁.
3. 1 2 3 4 5 6 7 8 9 10 11 12  阿廖沙 2022b，第89頁.
4. ↑  Sieche 1985，第337–338頁
5. 1 2 3  Friedman 2009，第59頁
6. 1 2 3 4  Bennighof, Mike. . Avalanche Press. 2013-05  [2014-04-06]. （原始内容存档于2020-02-25） （英语）.
7. 1 2 3 4 5 6 7 8 9 10 11 12 13 14 15 16 17 18 19 20  Sieche 1985，第338頁
8. 1 2 3 4 5 6 7 8 9 10 11 12 13 14 15 16 17 18 19 20 21 22 23 24 25 26 27 28 29 30 31 32 33 34 35 36 37 38 39 40 41 42 43 44 45 46  Greger 1976，第42頁
9. ↑  Sieche 1985，第330頁
10. 1 2 3  Sieche 1979，第281頁
11. ↑  Zvonimir 2021，第55, 64頁.
12. ↑  Sieche 1985，第329頁
13. 1 2 3 4 5  Greger 1976，第44頁

## 期刊来源
- 阿廖沙.  [Austro-Hungarian Navy Before the World War Ⅰ]. 海陆空天惯性世界 = NAAS & Inertial Technology (中国惯性技术学会). 2022, (7): 81-108. CN 11-4491/O3. ISSN 1009-5497 （中文（中国大陆））.